# Luis Manuel Seijas
 Luis Manuel Seijas Gunther (* 23. Juni 1986 in Valencia) ist ein venezolanischer ehemaliger Fußballnationalspieler, der aber auch die deutsche Staatsangehörigkeit besitzt. Er spielte im Mittelfeld vorrangig als linker Außenmittelfeldspieler.

## Karriere

### Verein
Luis Manuel Seijas spielte in seiner Jugend in den Jugendmannschaften des venezolanischen Erstligavereins FC Caracas, bevor er im Alter von achtzehn Jahren den Sprung in den Kader der Ersten Mannschaft schaffte. Er verließ den Klub jedoch schon Anfang 2006 und wechselte zum argentinischen Erstligisten CA Banfield, wo er jedoch in eineinhalb Jahren nur zu vier Einsätzen kam. Daher wechselte er im Sommer 2007 zurück in seine Heimat zu Deportivo Táchira FC. Dort wurde er auf Anhieb Stammspieler, wechselte jedoch nach einem halben Jahr schon wieder ins Ausland, diesmal nach Kolumbien zum Erstligisten Independiente Santa Fe. Auch dort etablierte er sich als Stammspieler und bestritt mehr als hundert Spiele. Im Sommer 2011 wechselte Seijas nach Europa und unterschrieb beim belgischen Erstligisten Standard Lüttich; die Wallonen bezahlten eine Ablösesumme von 500.000 Euro. Dort konnte er sich ab dem 6. Spieltag in der Mannschaft etablieren.
Mitte 2013 verließ er Lüttich und wechselte zu Deportivo Quito nach Ecuador. Anfang 2014 kehrte er zu Independiente Santa Fe zurück, wo er bis Mitte 2016 blieb und im Jahr 2014 die kolumbianische Meisterschaft gewinnen konnte. Von Mitte 2016 an spielte Seijas in Porto Alegre beim SC Internacional. Im Jahr 2017 wurde er für ein halbes Jahr an Chapecoense ausgeliehen. Seit Mitte 2018 läuft er wieder für Independiente auf.

### Nationalmannschaft
Luis Manuel Seijas wurde schon im Alter von zwanzig Jahren für die venezolanische Nationalmannschaft nominiert und gehört seit 2006 durchgängig zum Kader der Mannschaft. 2011 nahm er mit Venezuela an der Copa América teil und belegte den vierten Platz.

## Privates
Luis Manuel Seijas ist der Sohn einer deutschstämmigen Mutter und besitzt daher auch die deutsche Staatsbürgerschaft. Sein Bruder Luis Roberto Seijas (* 1989) ist ebenfalls Fußballprofi.